# Oszywki
Oszywki (biał. Ашыўкі, Aszyuki; ros. Ошивки, Oszywki) – chutor na Białorusi, w obwodzie grodzieńskim, w rejonie świsłockim, w sielsowiecie Niezbodzicze, w pobliżu Parku Narodowego „Puszcza Białowieska”.

## Historia
W XIX i w początkach XX w. folwark położony w Rosji, w guberni grodzieńskiej, w powiecie wołkowyskim, w gminie Świsłocz.
W dwudziestoleciu międzywojennym osada leżąca w Polsce, w województwie białostockim, w powiecie wołkowyskim, w gminie Świsłocz. W 1921 miejscowość liczyła 15 mieszkańców, zamieszkałych w 1 budynku, wyłącznie Polaków wyznania prawosławnego.
Po II wojnie światowej w granicach Związku Sowieckiego. Od 1991 w niepodległej Białorusi.